# Barbara Herrnstein Smith
Barbara Herrnstein Smith (* 1932) ist eine US-amerikanische Literaturwissenschaftlerin, die für ihre Beiträge zur Erzähltheorie, zur Theorie der literarischen Wertung, zur Wissenschaftstheorie und zur Religionswissenschaft bekannt ist.

## Biographie
Smith studierte kurzzeitig am City College of New York. Sie erwarb dann im Jahr 1954 ihren B.A. (summa cum laude) und ihren Ph.D. an der Brandeis University.
Von 1961 bis 1973 lehrte Smith am Bennington College. 1973 nahm sie einen Lehrauftrag an der University of Pennsylvania an. Im Jahr 1987 wurde sie Mitglied der Fakultät der Duke University und seit 2003 auch der Brown University.
1999 wurde Smith in die American Academy of Arts and Sciences gewählt.

## Wissenschaftliche Arbeiten
Smith ist vor allem für ihr 1983 erschienenes wissenschaftstheoretisches Werk Contingencies of Value: Alternative Perspectives for Critical Theory bekannt. In dieser Studie stellte sie die Kontingenz literarischer „Werte“ heraus.
Ihre wichtigsten literaturtheoretischen Forschungsarbeiten sind Poetic Closure: A Study of How Poems End und On the Margins of Discourse. In den späten neunziger Jahren begann sie, sich intensiv mit Wissenschaftstheorie und Religionswissenschaft zu befassen. Hauptwerke dieser Phase sind Belief and Resistance, Scandalous Knowledge und Natural Reflections: Human Cognition at the Nexus of Science and Religion.

## Veröffentlichungen
- Poetic Closure: A Study of How Poems End (1968)
- On the Margins of Discourse: The Relation of Literature to Language (1978)
- Contingencies of Value: Alternative Perspectives for Critical Theory (1988)
- The Politics of Liberal Education (Hrsg. mit Darryl J. Gless) (1991)
- Belief and Resistance: Dynamics of Contemporary Intellectual Controversy (1997)
- Scandalous Knowledge: Science, Truth and the Human (2006)
- Natural Reflections: Human Cognition at the Nexus of Science and Religion (2010)
- Practicing Relativism in the Anthropocene: On Science, Belief, and the Humanities (2018)